# 武百祥
武百祥（1878年—1966年9月5日），名作善。河北省乐亭县何新庄人，東北企業家。

## 生平
早年创建同记号商铺，筹建大罗新环球商店，之后历次组建同记商场。1955年12月2日，正式宣布同记商场股份有限公司实行公私合营，担任哈尔滨市百货公司经理。文化大革命开始不久，他被揪出批判斗争。1966年9月5日，因不堪忍受迫害侮辱，而自缢，终年88岁。

## 著作
著有《大罗新政策》、《同记大罗新新店员训练讲义》、《五十自述》等。